# Сулеймания
Сулеймани́я (араб. السليمانية‎, курд. Silêmanî), также известна как Сулемани́ или Слемани́ — город на востоке Ирака, находящийся в автономном регионе Курдистан.
Является центром провинции Сулеймания. Окружён хребтами Азмер, Гоиджа и Кайван на северо-востоке, горами Варанан на юге и холмами Таслуджа на западе.
С 1784 по 1850 годы являлся столицей курдского княжества Бабан. Современный город Сулеймания был основан 14 ноября 1784 года курдским князем Ибрагим-пашой Бабаном, который назвал его в честь своего отца Сулеймана-паши. Поскольку город был основан как столица могущественного курдского княжества, Сулеймания быстро превратилась в большой город с населением более 1 500 000 человек. С 1991 года — в составе Свободного Курдистана. Управляется администрацией Патриотического союза Курдистана. На сегодня он является важным экономическим центром на севере Ирака и культурным центром для курдов, говорящих на сорани.

## История
Окрестности нынешней Сулеймании были известны как Замва до основания современного города в 1784 году в качестве столицы курдского княжества Бабан (1649—1850). В этот период местность называлась Келадживалан. Во время правления князей Бабана территория княжества была вовлечена в крупные конфликты между династией Сефевидов и Османской империей. Келадживалан стал полем битвы для двух соперников.
Келадживалан имел стратегическое значение для Сефевидов, и за симпатии местных князей боролись не только Надир-шах, но и султан Махмуд II. Нестабильность на границах вынудила Махмуд-пашу Бабана в 1781 году задуматься о перемещении центра своего эмирата в безопасное место. Он выбрал Мелкенди, село, ставшее центром нынешней Сулеймании.
В 1783 году Ибрагим-паша Бабан стал правителем эмирата и начал строительство нового города, который стал бы столицей эмирата Бабан. В 1784 году он закончил возведение ряда дворцов для торговли под названием Кейсерис и базаров, которые также были использованы в качестве бань, и начал приглашать в город жителей окрестных деревень и эмиратов.

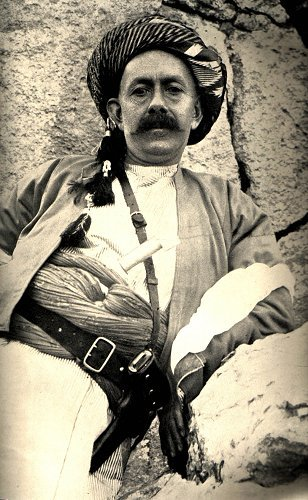
Махмуд Барзанджи, самопровозглашённый правитель Королевства Курдистан в 1922—1924 годах.

Сулеймания с момента своего основания стала центром курдского национализма, и именно здесь Махмуд Барзанджи поднял первый бунт против британской оккупации 22 мая 1919 году, арестовав британских чиновников в Сулеймании. Он попытался провозгласить независимое Королевство Курдистан 10 октября 1921 года со столицей в Сулеймании. Шейх Махмуд Барзанджи вскоре примирился с англичанами, но ненадолго. Махмуд попытался править независимо от англичан, и в результате в 1922 году он был сослан на Андаманские острова. В сентябре 1922 года Махмуд вернулся в Сулейманию. Он был провозглашен англичанами председателем совета самоуправления области, но тут же вновь объявил себя королём Курдистана, что англичане признали и даже послали ему поздравительную телеграмму от имени короля. Барзанджи сформировал правительство (назначив премьером своего брата Кадера), выпустил собственные марки и денежные знаки и т. п. В феврале 1923 года англичане предъявили ему ультимативное требование покинуть Сулейманию, после чего подвергли город воздушной бомбардировке. Барзанджи ушел в горы и на протяжении пяти лет вел партизанскую борьбу, несколько раз беря налетами Сулейманию. После чего город попал в руки англичан.
В январе 1926 года Лига Наций утвердила британский мандат над территорией Ирака, с предоставлением особых прав курдам. В 1930—1931 годах шейх Махмуд Барзанджи провел свою последнюю неудачную попытку освободить Курдистан. Он отступил в горы, а затем подписали мирное соглашение с правительством Ирака и обосновался в новом Ираке в 1932 году.
Первый и самый старый район в городе называется «Гойджа» (курд.: Goyija), который был назван в честь горы с видом на город. Название района Сабункаран переводится как"те, кто делает мыло" — его жители в основном были вовлечены в мыловаренную промышленность. Чулекан, еврейский район, был заселен в основном курдскими евреями. В 1950 году, после создания государства Израиль, большинство его жителей мигрировали во вновь созданное государство.
23 апреля 1982 года, во время ирано-иракской войны, в городе началась демонстрация против арестов и пыток юношей города, которые были обвинены в планировании восстания против правящей партии Баас.
После войны в Персидском заливе ряд общенациональных восстаний вспыхнули по всей территории Ирака против господства Баас, в том числе в 1991 году восстания в Сулеймании, во главе с курдскими сепаратистами партий ДПК и ПСК. С 1991 года Сулеймания находится под контролем Курдского регионального правительства (КРП).
В феврале 2011 года несколько демонстраций прошли в Сулеймании против коррупции и неэффективности властей. Протест перерос в 40-дневные столкновения между силами безопасности и демонстрантами. В ходе подавления беспорядков погибли 10 демонстрантов, несколько сотен получили ранения.

## Население
В 1820 году, всего через 26 лет после образования города, британец по имени Реч посетил город и оценил его население в более десяти тысяч, из 2144 семей 2000 были мусульмананскими, 130 — еврейскими и 14 курдами-христианами.
Османские документы 1907 года показывают, что в городе жили 8702 мусульманина и 360 немусульманских жителей.
Газета «Peshkawtin», которая выходила в Сулеймании в 1920 году, оценивала население города в около десяти тысяч.
По иракским правительственным документам, к 1947 году число жителей увеличилось до 23 475; к 1998 году — до 548 747, а в 2009 году (вместе с пригородами) до 2 000 000.

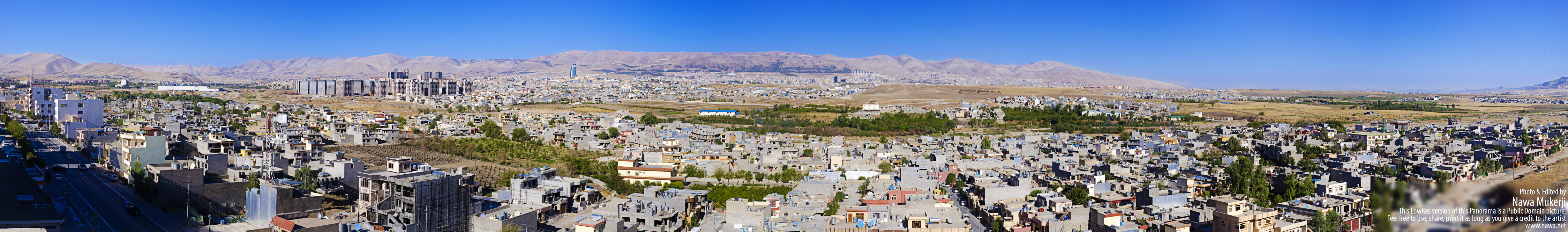
Панорама Сулеймании, 2015

## Климат

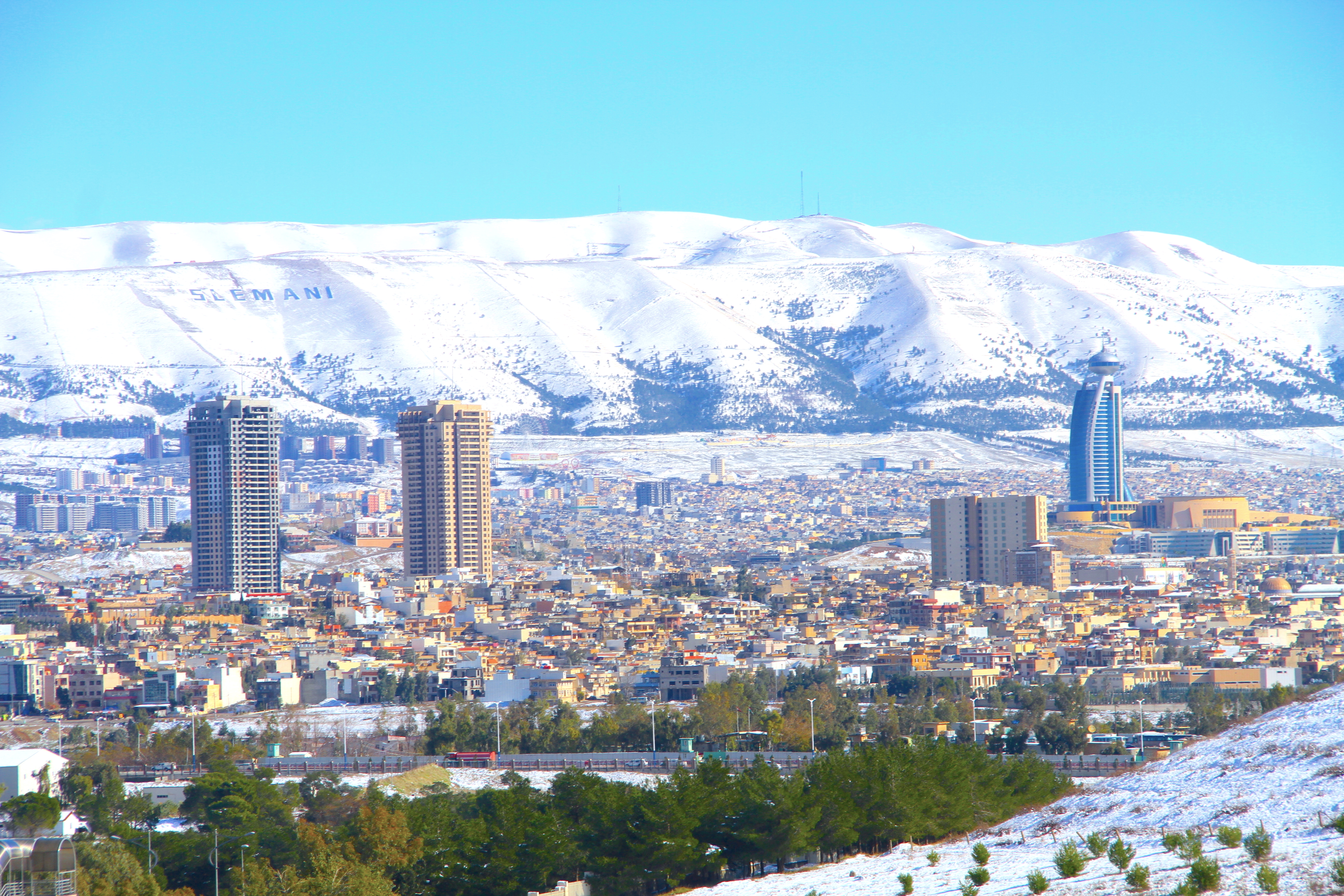
Сулеймания зимой

Город расположен в северной части Ирака. Климат характеризуется прохладными летними температурами и дождливыми зимами. Средняя температура воздуха колеблется от 0 до 39 °C. Зимой может выпадать значительное количество снега. Сулеймания известна как «ветреный город» из-за гор, которые окружают его: из-за гор на севере и на юге воздух конденсируется, уплотняется, и часто бывает дождливо.
Снег в зимнее время не частое явления, но в последние годы выпадал регулярно: в январе 2008 года, январе и феврале 2010 года, феврале 2011 года, марте 2012 года, январе 2013 года и январе 2015 года.
| Показатель                    | Янв. | Фев. | Март | Апр. | Май  | Июнь | Июль | Авг. | Сен. | Окт. | Нояб. | Дек. | Год   |
| ----------------------------- | ---- | ---- | ---- | ---- | ---- | ---- | ---- | ---- | ---- | ---- | ----- | ---- | ----- |
| Средний суточный максимум, °C | 7,8  | 10,3 | 15,5 | 20,8 | 28,4 | 35   | 38,8 | 38,8 | 34,7 | 28,2 | 18,7  | 11,1 | 24,01 |
| Средняя температура, °C       | 3,8  | 5,6  | 10,4 | 15,2 | 21,4 | 27,6 | 31,3 | 31,4 | 27,2 | 21,1 | 13,7  | 6,7  | 17,95 |
| Средний суточный минимум, °C  | −0,2 | 1    | 5,3  | 9,7  | 14,5 | 20,3 | 23,9 | 24,1 | 19,7 | 14,1 | 7,6   | 2,3  | 11,86 |
| Норма осадков, мм             | 129  | 146  | 132  | 100  | 41   | 0    | 0    | 0    | 0    | 13   | 74    | 110  | 745   |

## Образование

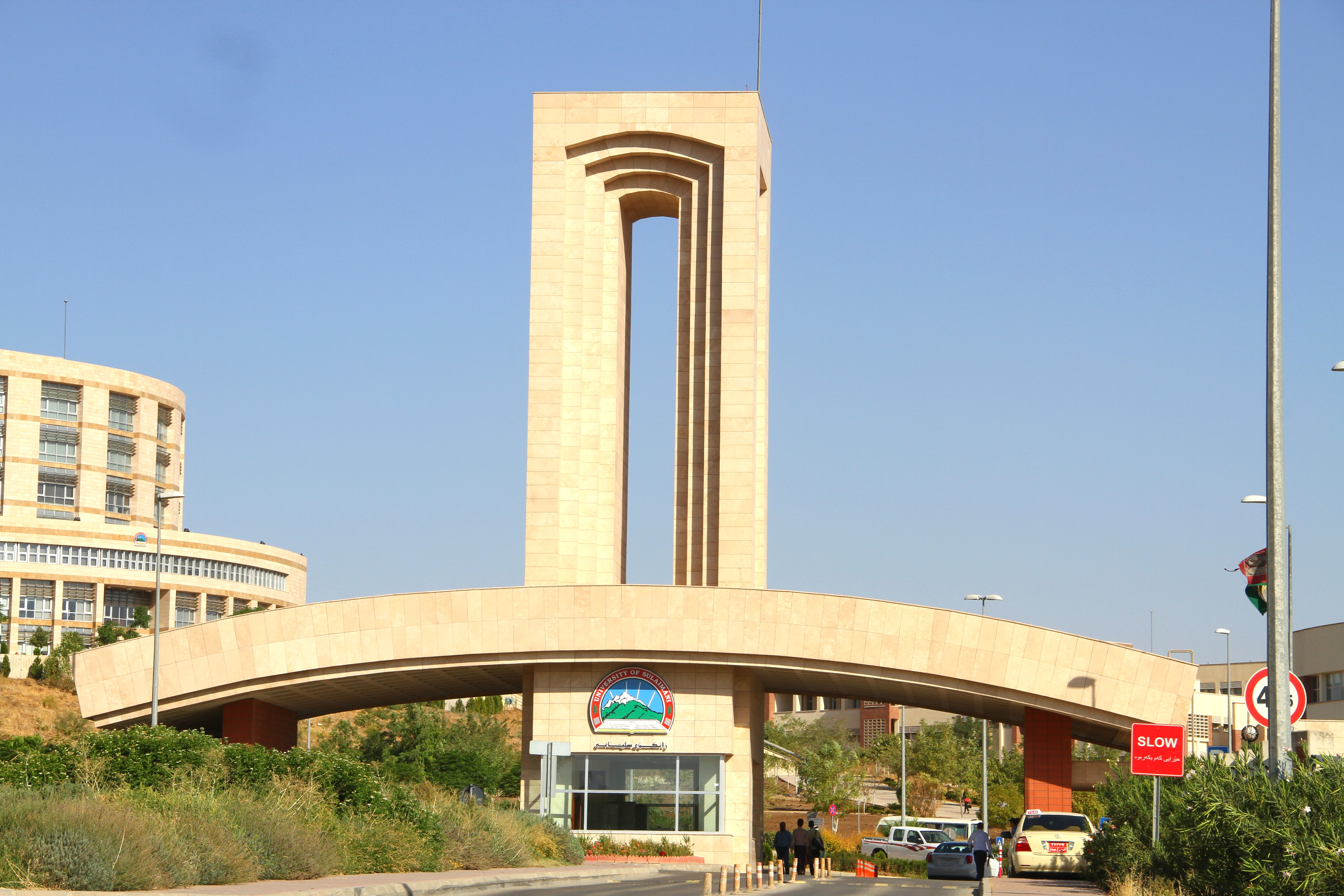
Университет Сулеймании, въезд

В  Сулеймании основана Хапсой Хан первая женская школа в Ираке
Государственное образование в регионе является бесплатным от начальной школы до окончания университета. Университет Сулеймании был открыт в 1968 году, дисциплины преподаются на курдском, арабском и английском языках. Университет готовит специалистов в технике, сельском хозяйстве, искусстве, науке и медицине. Это крупнейший университет в Южном Курдистане.
Политехнический университет Сулеймании был создан в 2012 году, обучение также ведется на трех языках.
В 2007 году в городе был открыт Американский университет в Ираке — Сулеймании (AUI-S), в нём обучение ведется только на английском языке.
Университет науки и технологии (KUST) был создан и лицензирован Министерством высшего образования и научных исследований правительства Курдистана 18 октября 2009 года. Это частный университет, его главный университетский городок расположен в Сулеймании.

## Культура

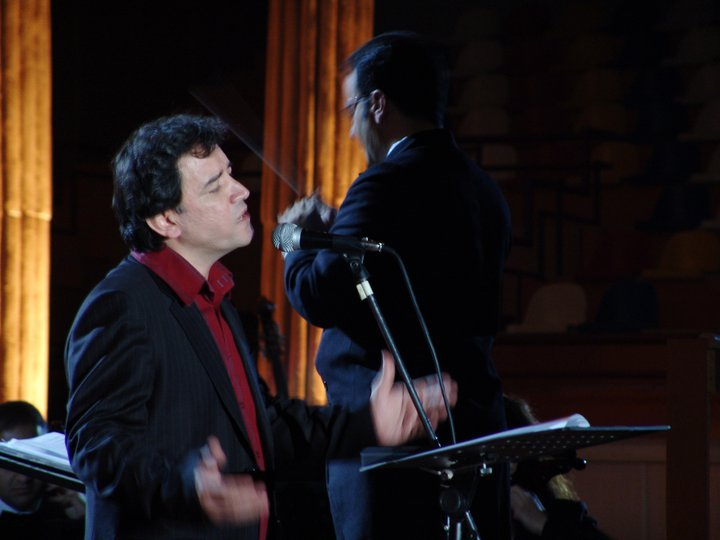
Курдский певец Аднан Карим исполняет произведения современных курдских композиторов

Сулеймания считается центром сорани-язычной курдской культуры в Курдистане. Он официально признан культурной столицей Южной Курдистана. Разработка сорани как современного литературного языка началось в городе в начале XIX века, когда многие курдские поэты, такие как Нали, Пирамерд, Мухамед Амин Заки, Абдулла Сулейман Горан, Мухамад Салих Дилан, Ахмад Харди, Ибрагим Ахмад, Нури Шейх Салих Шейх Гани Барзинджи, Шерко Бекас, и Бахтияр Али опубликовали свои произведения.
Город известен своим открытым, относительно либеральным и толерантным обществом, в сравнении с другими городами Курдистана. По данным Аль-Джазиры, в городе даже есть Китайский квартал, образовавшийся в результате привлечения иностранных инвестиций. Около 500 китайцев проживают в городе.
В 2006 году в Сулеймании было образовано общественное движение против коррумпированности и семейственности курдского правительства. Движение получило серьёзную поддержку в городе.
Сулеймания представлена особым стилем музыки, который заимствован из традиций города. Мухамад Салих Дилан считается величайшим певцом города. Город также считается родиной современной курдской музыки. Сулеймания является единственным городом в Южном Курдистане, который регулярно отмечает Всемирный день музыки.

## Экономика
Мухафаза Сулеймания имеет много плодородной земли, таких как равнины Шаразур и Битвен, которые считаются одними из самых плодородных равнин на Ближнем Востоке. Исторически сложилось так, что Сулеймания является в основном сельскохозяйственным регионом и одним из крупнейших поставщиков пшеницы и других сельскохозяйственных культур. Его роль снизилась из-за политики Саддама Хусейна, направленной на снижение экономического потенциала города, когда тот был центром курдской революции.

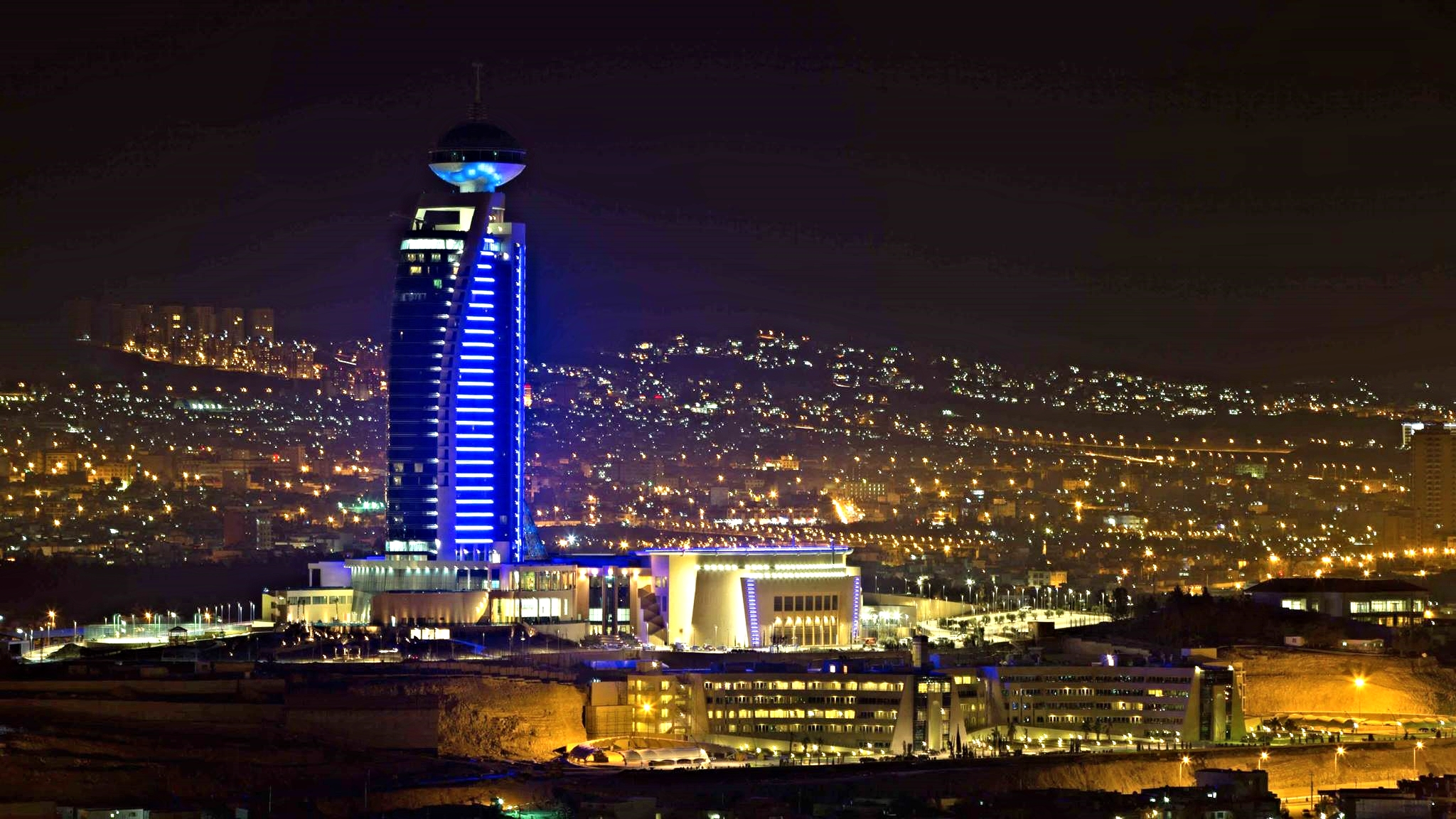
Отель Grand Millennium Sulaimani

С 2003 года Ирак переживал экономический бум. Ныне экономика города основана на туризме, сельском хозяйстве и ряде небольших заводов, большинство из которых участвуют в строительной промышленности.

### Туризм
В 2009 году город посетили более 60,000 туристов. В первом квартале 2010 года Сулеймания привлекла более 15,000 иранских туристов, многие из которых решили отметить в регионе Новруз.
В Сулеймании построено несколько крупных бизнес-центров и туристических достопримечательностей, которые привлекают бизнесменов и туристов. В городе три 5-звездочных отеля — Grand Millennium Sulaimani, Millennium Kurdistan Hotel и Spa — и 4-звездочный Copthorne Hotel Baranan.
Музей Сулеймании: второй по величине музей после национального музея в Багдаде, хранит многочисленные курдские и персидские артефакты, начиная с 1792—1750 до нашей эры.

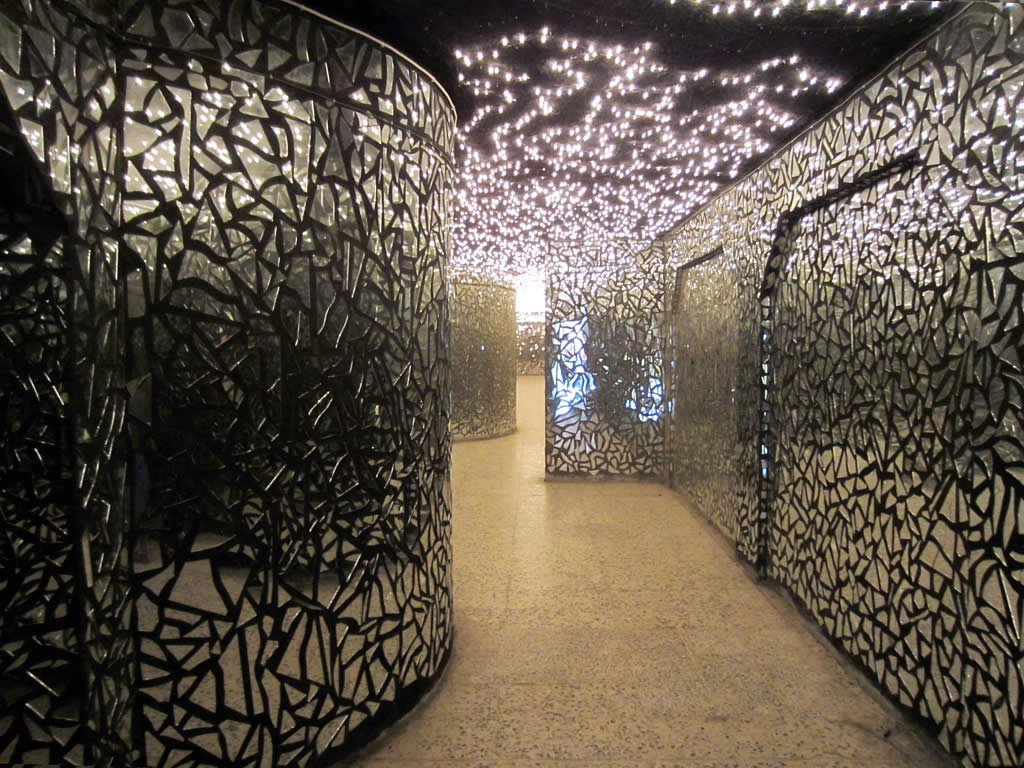
Музей Амна-Сурака

Музей Амна-Сурака: расположен в бывшей штаб-квартире разведки партии Баас и тюрьмы, обращает особое внимание на жестокое обращение режима Баас с местными курдами. Посетители могут осмотреть тюремные камеры и комнаты для допросов. В музее много боевых бронированных машин советских времен.

### Транспорт
Город зависит от автомобильного транспорта. 20 июля 2005 года был открыт Международный аэропорт Сулеймания, осуществляющий регулярные рейсы в различные города Европы, такие как Франкфурт, Стокгольм, Мальмё, Мюнхен, Эйндховен и Дюссельдорф, а также города Ближнего Востока — Дубай, Амман, Доху, Бейрут, Дамаск, Стамбул и Анкару.

## Города-побратимы
- Тусон[22]
- Неаполь[23]